# Leucophenga ponapensis
Leucophenga ponapensis är en tvåvingeart som beskrevs av Wheeler och Hajimu Takada 1964. Leucophenga ponapensis ingår i släktet Leucophenga och familjen daggflugor. Inga underarter finns listade i Catalogue of Life.